# Sarò pornostar
Sarò pornostar è una raccolta dei Peter Punk, pubblicata nel 2003, che contiene i brani più famosi degli album precedenti e alcune cover.

## Tracce
1. Sono matto – 1:43
2. El nino – 2:35
3. Sarò pornostar – 2:30
4. Dog Friend – 1:54
5. Senza cuore – 2:10
6. T.A.R.P.A.P. – 2:20
7. Criminale – 2:11
8. Vuoi di più – 4:07
9. Nostradamus – 2:21
10. Senza regole – 3:00
11. Antieroi – 2:36
12. Adios amigos – 3:32
13. State Misery – 3:33
14. I Don't Know – 3:59
15. Until the First Time – 2:49
16. I Am a Drain – 2:35
17. Bomb Heart – 2:24
18. The Key – 5:04
19. Andrew Is Very Stoned – 2:43
20. What Can I Say – 3:27

## Formazione
- Nicolò Gasparini - voce, chitarra
- Ettore Montagner - basso
- Stefano Fabretti - chitarra
- Nicola Brugnaro - batteria